# 片山健
片山 健（かたやま けん、1940年12月11日 - ）は、日本の絵本作家。東京都中野区出身。血液型はO型。二人兄弟の長男。武蔵野美術学校商業デザイン学科卒。
『からだっていいな』で日本絵本賞、『きつねにょうぼう』で日本絵本賞大賞、『タンゲくん』で講談社出版文化賞、『でんでんだいこいのち』で小学館児童出版文化賞、『なっちゃんのなつ』で産経児童出版文化賞美術賞受賞。

## 主な作品
- おやすみなさい コッコさん（1982年、福音館書店 年少版・こどものとも）
- どんどんどんどん（1984年・2003年、文研出版、ISBN 4-580-81363-4）
- コッコさんのともだち（1984年、福音館書店 年少版・こどものとも）
- 長靴をはいた猫（1988年、河出文庫、シャルル・ペロー作、澁澤龍彦訳、ISBN 4-309-46057-7）
- タンゲくん（1992年、福音館書店、ISBN 4-8340-1163-1）
- いいことって どんなこと（1993年、福音館書店こどものとも、神沢利子作）
- コッコさんのおみせ（1995年、福音館書店、ISBN 4-8340-1273-5）
- コッコさんのかかし（1996年、福音館書店、ISBN 4-8340-1363-4）
- ゆうちゃんのみきさーしゃ（1999年、福音館書店、村上祐子文、ISBN 4-8340-1600-5）
- もりへいった すとーぶ（1999年、ビリケン出版、神沢利子作）
- くまさんおっき（2002年、福音館書店）